# Hypsibius pedrottii
Hypsibius pedrottii is een soort in de taxonomische indeling van de beerdiertjes (Tardigrada).
Het diertje behoort tot het geslacht Hypsibius en behoort tot de familie Hypsibiidae. De wetenschappelijke naam van de soort werd voor het eerst geldig gepubliceerd in 1987 door Bertolani, Manicardi & Gibertoni.